# خط‌کش T

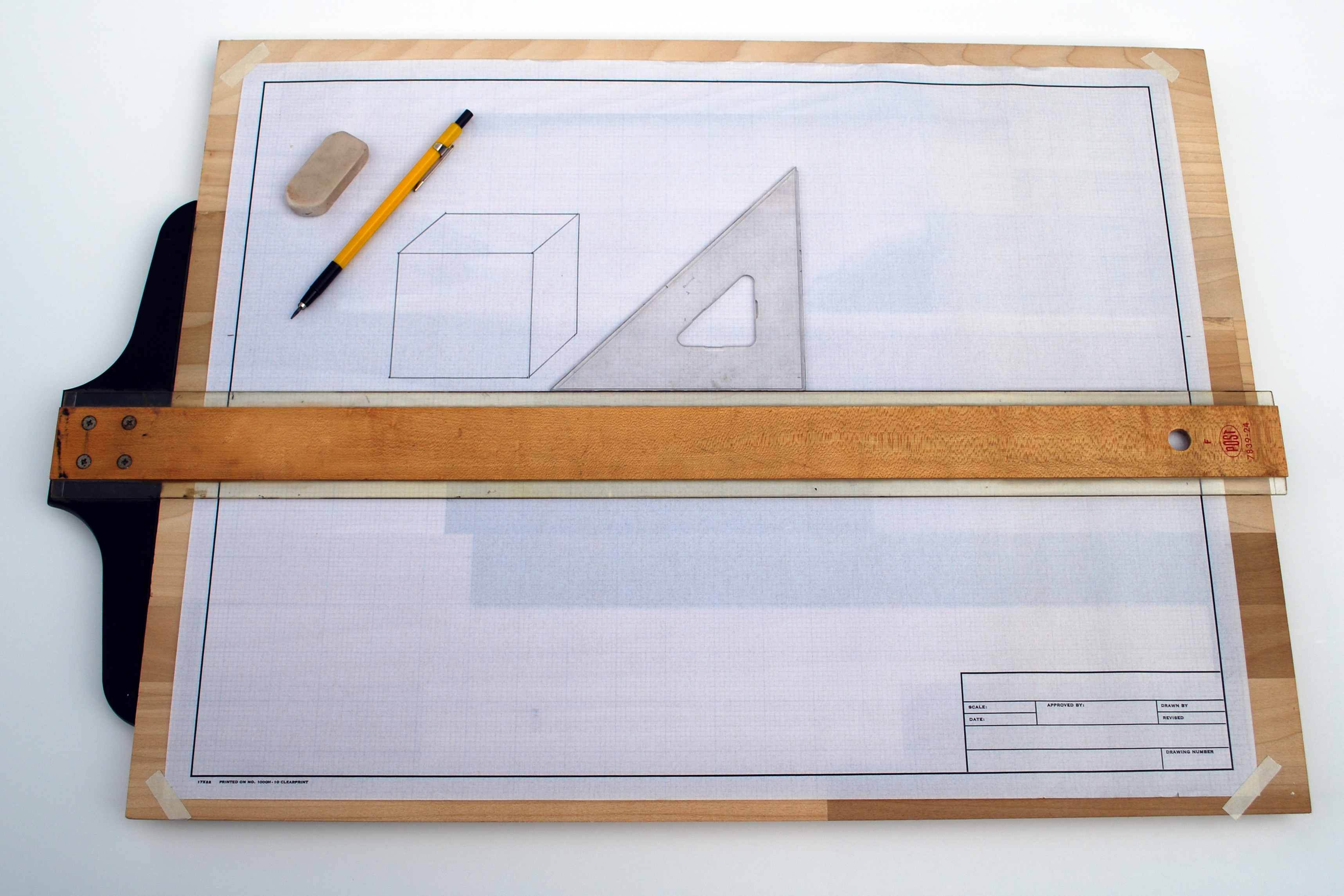
تخته رسم به همراه خط‌کش تی و گونیا

خط کش تی وسیله ای است که برای ترسیم خطوط افقی یا عمودی به کار برده می شود . این خط کش شبیه حرف T به زبان انگلیسی است به همین دلیل به خط کش تی شهرت دارد.
روش استفاده آن اینگونه است که لبه خط کش را بر لبه میز قرار داده و خط های کاملاً افقی یا عمودی کشید.
امروزه  مدل های متفاوتی با اندازه های متفاوت از جنس: چوبی، فیبری و پلاستیکی، فایبرگلاس تولید می شود.
در خط کش های تی در دو نمونه ساخته دسترس میباشد. یکی خطکش با سر ثابت که فقط برای رسم خطوط افقی و عمودی قابل استفاده است. دیگری، خطکش با سر متحرک که آن خطوط با 
تحت هر زاویهای قابل تنظیم است و میتوان به وسیله
خطکش تی ممکن زاویه های دلخواه رسم نمود. یک یا هر دو لبه
است برای خطکشی قابل استفاده باشد. 
خط کش تی باید به نحوی ساخته شده باشد که لبه های آن به سطح کاغذ نچسبد تا در مواردی که از وسایل مرکبی برای خطکشی استفاده میشود، مرکب زیر خطکش ندود و کار را کثیف نکند.

## نکاتی دربارهٔ محافظت از خطکش تی
1ــ خط کش تی باید دارای جلد مخصوص باشد تا پس از اتمام کار، در آن قرار داده شود. 
2ــ در صورتی که از تی استفاده نمی‌شود، باید آن را روی دیوار به نحوی که سر آن به سمت پایین باشد، آویزان نمود تا از کج شدن احتمالی آن جلوگیری شود.
3ــ از تی نباید برای برش  کاغذ یا مقوا و امثال آن استفاده کرد. چون امکان دارد وسایل برنده مثل کاتر و امثال آن به لبه خطکش تی صدمه برساند.